# Joachim Braun (Autor)
Joachim Braun (* 1960 in Remscheid) ist ein deutscher Autor, Paartherapeut und Kinder- und Jugendlichenpsychotherapeut.

## Werdegang
Nach dem Abitur studierte Braun Erziehungswissenschaften an der Freien Universität Berlin mit dem Abschluss Diplom. Daran schloss sich eine langjährige Mitarbeit bei der profamilia berlin als Sexualpädagoge und Paarberater an, bevor er sich 2005 in eigener Praxis selbstständig machte.
Braun absolvierte Therapieausbildungen beim Institut für Partner- und Sexualtherapie in Würzburg sowie bei der Süddeutschen Akademie für Psychotherapie in Bad Grönenbach und verfasste insgesamt sieben Ratgeber für Eltern und Jugendliche. Von 2005 bis 2008 war er außerdem als Drehbuchautor für die Fernseh-Vorabendkrimiserien Lenßen&Partner und K11 – Kommissare im Einsatz tätig.
Joachim Braun lebt und praktiziert in Berlin.

## Werke
- mit Daniel Kunz: Weil wir Jungen sind. Rowohlt, Reinbek bei Hamburg 1997/2000, ISBN 978-3-499-61425-5.
- mit Bernd Niemann: Coole Kerle, viel Gefühl. Alles über Liebe, Sexualität und Anmache. Rowohlt, Reinbek bei Hamburg 1998, ISBN 978-3-499-60463-8.
- mit Beate Martin: Gemischte Gefühle. Ein Lesebuch zur sexuellen Orientierung. Rowohlt, Reinbek bei Hamburg 2000, ISBN 978-3-499-60835-3.
- Ich will keine Schokolade. Das Coming-out Buch für Schwule. Rowohlt, Reinbek bei Hamburg 2001, ISBN 978-3-499-61142-1.
- Jungen in der Pubertät. Wie Söhne erwachsen werden. Rowohlt, Reinbek bei Hamburg 2003, ISBN 978-3-499-61407-1.
- Schwul – und dann? Berlin, Querverlag 2006. ISBN 978-3-89656-134-3.
- Jungen in der Pubertät. Die 100 wichtigsten Fragen. Rowohlt, Reinbek bei Hamburg 2011, ISBN 978-3-644-44931-2.
- mit Kirsten Khaschei: Mädchen in der Pubertät. Wie Töchter erwachsen werden. Reinbek bei Hamburg 2012, ISBN 978-3-644-47191-7.
- Sex’n Tipps, diverse Broschüren für die Bundeszentrale für gesundheitliche Aufklärung.